# 郷司里衣
郷司 里衣（ごうし りえ、1992年1月29日 - ）は、日本のアイドル、タレント、モデルである。広島県出身。サクセスプロモーションを経てBLUE SPLASH所属。アゲぽよガールズ4期生、ガールズバンド 元アゲぽよ小町キーボード担当、元リリシック学園リーダー。

## 略歴
2011年より、アイドル歌劇団リリシック学園の一員として、出席番号15番 ノエルの芸名にてライヴ活動を開始、2014年9月7日のワンマンライブにて卒業。2012年から『女の子宣言! アゲぽよTV』（毎日放送）にアゲぽよガールズ4期生として出演開始。番組の企画でホノルルマラソン出場メンバーに抜擢され、アゲぽよガールズ1期生の蒼井さやとともにフルマラソン完走を果たす。また、元プリンセス プリンセスリーダー・ベーシストの渡辺敦子プロデュースによるガールズバンド「アゲぽよ小町」のキーボード担当に選ばれる。2013年9月21日、イナズマロックフェス2013 エンタメステージ出演。2014年6月10日、アゲぽよ小町解散。2013年10月15日、毎日放送『アゲぽよTV』にて、ホムカミ企画として実家に里帰りする様子がOAされる。

## 出演

### テレビ
- 女の子宣言! アゲぽよTV（毎日放送） - アゲぽよガールズ4期生
- 女の子宣言! ヒルぽよTV（毎日放送） - アゲぽよガールズ4期生

### モデル
- スタジオエル 広告撮影モデル[5]
- フルーネメイクスタジオ HPモデル[5]
- JTB「ガクタビ」 パンフレットモデル[5]
- 昭文社 まっぷる「歩く京都」

### ライブ
- アゲぽよ小町 イナズマロックフェス2013（2013年9月21日、フリーエリアエンタメステージ）[6]

### インターネット放送
- アゲぽよ小町 女の子宣言! オフィシャルPV YouTube 配信[7]
- アゲぽよ小町 アメーバスタジオ プレミアム放送　第一弾（2013年9月5日）、第二弾（2013年10月3日）[8]